# 1749 au Canada
Pour un article plus général, voir Chronologie du Canada.
Cet article traite des événements qui se sont produits durant l'année 1749 au Canada.

## Événements
- Printemps : le Chevalier de La Vérendrye, après avoir franchi l’étape de Fort Bourbon, remonte la Saskatchewan jusqu’au confluent de ses deux branches, au fort Paskoya, abandonné depuis 1743 (Le Pas)[1],[2].

- Avril : construction de Fort Portneuf près de Toronto[3].

- 9 mai : George Brydges Rodney est nommé gouverneur commodore de Terre-Neuve[4].
- 23 mai : Charles III Le Moyne est nommé gouverneur de Montréal[5].

- 1er juin : le sulpicien François Picquet construit le Fort de La Présentation sur le site actuel de la ville d'Ogdensburg[6].
- 15 juin : Pierre Céloron de Blainville quitte Lachine, près de Montréal avec 213 hommes pour une expédition dans la vallée de l'Ohio avec la mission de la revendiquer pour le roi de France, de la cartographier et d'en chasser les trafiquants britanniques. Il est de retour à Montréal le 9 novembre[7].

- 21 juin-29 octobre : voyage du botaniste Pehr Kalm en Nouvelle-France. Parti d'Albany, il y fait plusieurs observations en botanique et sur les mœurs des gens[8].

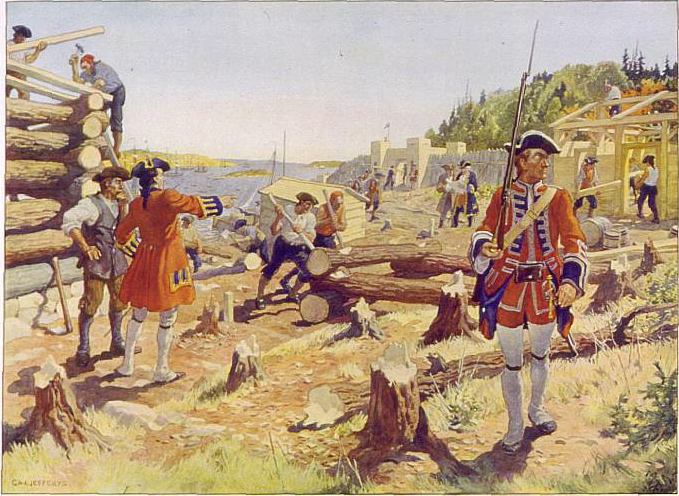
La fondation de Halifax, 1749. par Charles W. Jefferys

- 21 juin, Acadie : le nouveau gouverneur britannique de la Nouvelle-Écosse Edward Cornwallis débarque à Chibouctou avec 2576 colons. Le 12 juillet, le siège du gouvernement de la Nouvelle-Écosse est transféré d'Annapolis Royal à la ville nouvelle fondée Halifax[9].
- 12 juillet : la Ohio Company de Virginie, fondée en 1747 pour développer la vallée de l'Ohio revendiquée également par les Français, reçoit sa charte royale[10].
- 23 juillet : Charles des Herbiers reprend possession de Louisbourg pour le roi de France[11]. Les troupes britanniques évacuent la ville le 30 juillet[12].
- 25 juillet-26 août : des colons s'installent sur l'autre rive du Fort Détroit, le long du Ruisseau de la Vieille Reine et de la Rivière aux Dindes, à l'emplacement actuel de Windsor[13].
- 31 juillet : le gouverneur Edward Cornwallis réclame un serment d'allégeance inconditionnelle aux Acadiens. Le 6 septembre, les Acadiens lui présentent une pétition en faveur du renouvellement du serment précédent. En cas de refus, les signataires s'engagent à quitter la colonie. Les autorités britanniques ne font rien[14]. À la suite des troubles en Nouvelle-Écosse, plusieurs Acadiens déménagent dans des régions occupés par les Français. Environ 3654 d'entre eux se rendent à l'île Saint-Jean de 1749 à 1756[15].
- Juillet : Charles Deschamps de Boishébert est envoyé à la rivière Saint-Jean , pour surveiller les agissements des Anglais qui construisent la forteresse d'Halifax. Il répare le fort de Villebon, qu'il renomme Ménagouèche, et il en construit un autre à Nérépis[16]. Le 20 juillet, le capitaine britannique John Rouss se rend à l'embouchure du fleuve Saint-Jean à bord de l'Albany pour chasser les Français, mais ne trouve pas Boishébert[17].

- 14 août : Jacques-Pierre de Taffanel de La Jonquière, libéré à la suite du traité d'Aix-la-Chapelle, arrive à Québec pour prendre son poste de gouverneur de la Nouvelle-France[18].
- 19 août : assaut Micmacs contre Canso. Ils capturent vingt personnes, dont cinq sont des colons anglais qui coupaient du foin, et les amènent comme prisonniers à Louisbourg, où ils sont libérés sur l'intervention du commandant français[19].

- 17 septembre : Pierre Céloron de Blainville rencontre le chef miami Memeskia, dit La Demoiselle, qui a quitté Kekionga vers 1747-1748 pour s'établir à Pickawillany sous influence britannique dans la vallée de l'Ohio en violation du traité d'Utrecht. Céloron lui demande de retourner avec ses hommes à Kekionga, contrôlée par les Français, mais ne parvient pas à le convaincre, et n'obtient que la promesse qu'il s'y rendra au printemps prochain[20].
- 24 septembre, Nouvelle-Écosse : les Micmac déclarent la guerre aux Britanniques[21].
- 25 septembre : Pierre Céloron de Blainville rejoint Kekionga, où il découvre que le Fort Miamis a été reconstruit durant l'été. Il rencontre le chef miami Pied Froid, qui assure aux Français son amitié, mais confirme les craintes de Céloron que le groupe de La Demoiselle ne revienne pas à Kekionga au printemps[20].

- 27 novembre : les Micmacs du général LeLoutre surprennent un détachement anglais à Grand-Pré et capturent dix-huit hommes conduits par le capitaine Hamilton.

## Naissances
- 14 octobre : Louis-Amable Quévillon, artisan († 9 mars 1823).

## Décès

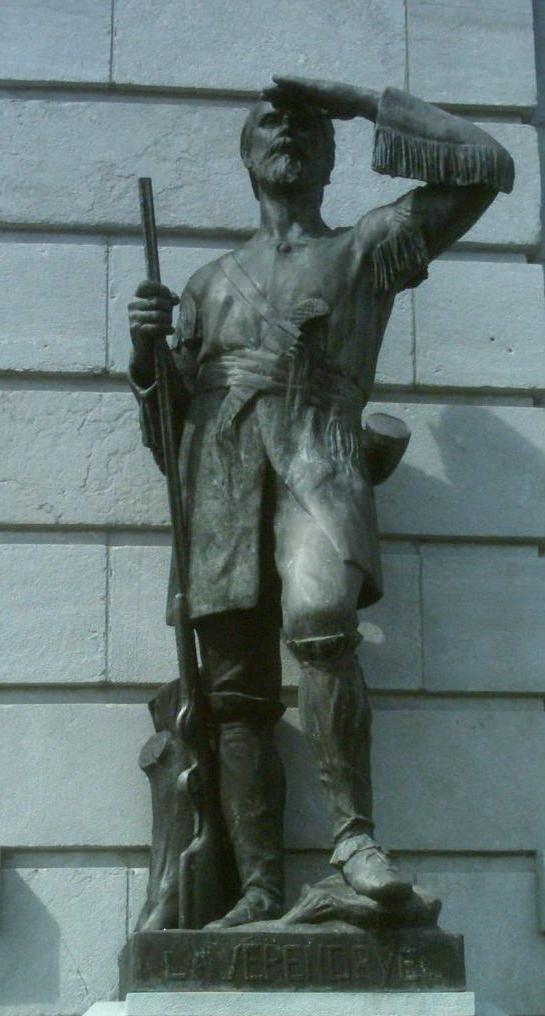
Pierre Gaultier de Varennes et de la Verendrye

- 12 juillet : Charles de La Boische, gouverneur de la Nouvelle-France (° 12 octobre 1671).
- 25 septembre : Thomas-Jacques Taschereau, seigneur (° 26 août 1680).
- 5 décembre : Pierre Gaultier de Varennes et de la Vérendrye, explorateur (° 17 novembre 1685).